# تازه آباد بطي (مقاطعة غيلانغرب)
تازه‌آباد بطي (بالفارسية: تازه‌آباد بطی) هي قرية تقع في كرمانشاه في إيران. يقدر عدد سكانها بـ 295 نسمة .